# Casa Branca (Escoural)
Der Ort Casa Branca liegt in Portugal in der Gemeinde (Freguesia) von Santiago do Escoural, im Landkreis (Concelho) von Montemor-o-Novo, Distrikt Évora.

## Geschichte
Eine Reihe von Funden belegen eine vorgeschichtliche Besiedlung des Gebietes. So sind einige Antas unweit der Ortschaft zu finden, etwa São Brissos und andere.
Der heutige Ort entstand erst mit der Ankunft der Bahnlinie am 14. September 1863, als hier erste Unterkünfte für Bahnbedienstete eingerichtet wurden. Der Name Casa Branca (port. für: weißes Haus) ist einer von mehreren Fällen in Portugal, wo in Ermangelung eines existierenden Ortsnamens ein für landwirtschaftliche Zwecke in der Nähe stehender, entweder weiß getünchter oder durch Kalksteinverwendung hell erscheinender Unterstand oder Gerätehaus Namensgeber wurde.

## Verkehr

### Eisenbahn
Casa Branca liegt an der Bahnstrecke der Linha do Alentejo, und auch die Bahnstrecke Linha de Évora beginnt hier. Zudem befindet sich in Casa Branca noch ein stillgelegtes Anschlussgleis, das zur Eisenerzmine Mina de Nogueirinha und anderen Minen in der Serra de Monfurado führte. Die Eisenerzmine wurde Ende der 1930er Jahre eingestellt.

### Straße
Die hier passierende Nationalstraße N2 führt zur 20 km nördlich gelegenen Kreisstadt Montemor-o-Novo und dessen Anschluss an die Autobahn A6 (hier auch Europastraße E90).

### Fahrrad
Mit der knapp 11 km langen Ciclovia von Casa Branca nach Escoural verläuft hier ein ausgeschilderter Radwanderweg als Teil des Radnetzes des Kreises Montemor-o-Novo.